# Turrialba (Vulkan)
Der Turrialba ist ein Vulkan in der zentralamerikanischen Republik Costa Rica.
Er liegt nordöstlich von Cartago, direkt neben dem Irazú und erreicht eine maximale Höhe von 3329 m. Damit ist er der zweithöchste Vulkan Costa Ricas nach dem Irazú. Er besteht hauptsächlich aus Andesit und ist mit vier Kratern bestückt, von denen der nordöstlichste der älteste und bereits erloschen ist.
Im 19. Jahrhundert gab es mehrere explosive Ausbrüche mit pyroklastischen Strömen, der letzte größere Ausbruch erfolgte 1866.
Seit Januar 2006 ist der Turrialba wieder aktiv. Siedlungen in der Nähe des Kraters wurden daraufhin zeitweise evakuiert.

## Aktivitäten 2015
Der vorletzte Ausbruch erfolgte am 12. März 2015 und führte zur Schließung des Flughafens von San José für einen Tag. Nach kleineren Aktivitäten in den Tagen zuvor stieg gegen Mittag eine so große Aschewolke auf, dass Dörfer im Umkreis von zwei Kilometern evakuiert wurden.
Am 4. Mai 2015 stieß der Vulkan Turrialba erneut eine Aschewolke aus, die eine Höhe von 2500 m erreichte.

## Ausbruch 2016
Am 21. Mai 2016 brach der Vulkan aus und stieß bis zu drei Kilometer hohe Aschewolken aus. Der Flugverkehr nach Costa Rica wurde daraufhin eingeschränkt, einige Schulen der Umgebung wurden geschlossen und den Bewohnern wurde angeraten, Atemschutzmasken und den Körper bedeckende Kleidung zu tragen.
Am 19. September 2016 kam es zu einer erneuten Eruption von Staub und Steinen. Auch hierbei wurden alle Flüge vom Flughafen Juan Santamaría International Airport annulliert.
Ab dem 31. Dezember 2016 kam es zu weiteren Eruptionen von Asche aus dem Vulkan. Am 4. Januar 2017 verspäteten sich am Juan Santamaría International Airport zahlreiche Flüge oder wurden annulliert.

## Zwischenfälle
- Am 29. Dezember 1964 wurde eine Curtiss C-46 Commando der chilenischen Lineas Aéreas Sud Americana (LASA) (Luftfahrzeugkennzeichen CC-CAN) in die Flanke des Vulkans Turrialba geflogen. Die Kollision geschah gegen Mitternacht vom 28. auf den 29. Dezember. Bei diesem CFIT (Controlled flight into terrain) wurden alle 6 Insassen getötet, fünf Besatzungsmitglieder und ein Passagier; sie waren die einzigen Insassen auf dem Frachtflug.[7]